# Новопокровка (Ленінськ-Кузнецький округ)
Новопокро́вка (рос. Новопокровка) — присілок у складі Ленінськ-Кузнецького округу Кемеровської області, Росія.

## Населення
Населення — 177 осіб (2010; 246 у 2002).
Національний склад (станом на 2002 рік):
- росіяни — 73 %
- удмурти — 26 %